# Daniel Bensaïd

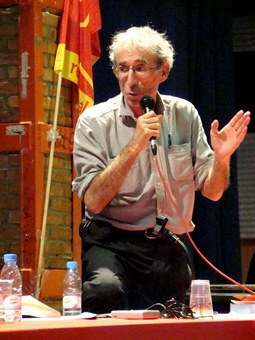
Daniel Bensaïd, 2008

Daniel Bensaïd (* 25. März 1946 in Toulouse; † 12. Januar 2010 in Paris) war eine der bekanntesten Persönlichkeiten der französischen Studentenbewegung, undogmatischer marxistischer Philosoph und trotzkistischer Politiker.

## Leben
Daniel Bensaïd trat 1956 dem Jugendverband Jeunesses Communistes und später der PCF bei. In den 1960er Jahren schloss er sich trotzkistischen Positionen an. Aus diesem Grunde wurde Bensaïd 1965 aus der PCF ausgeschlossen und trat der Jeunesse Communiste Révolutionnaire (JCR) bei.
1968 gehörte Bensaïd gemeinsam mit Daniel Cohn-Bendit und dem späteren Direktor der Zeitung Libération, Serge July, zu den bekanntesten Aktivisten des Mouvement du 22 mars an der Universität Nanterre und der von dort ihren Ausgang nehmenden Studentenrevolte, welche in den Generalstreik und aufstandsartige Zustände im Mai 1968 mündete. Nach dem Ende der Revolte und dem Verbot der JCR durch die Regierung De Gaulles kurzzeitig in Haft, war Bensaïd seit 1968 Leitungsmitglied der Ligue Communiste bzw. der 1973 aus ihr hervorgegangenen Ligue communiste révolutionnaire (LCR), zu deren bekanntesten Köpfen er zählte, sowie des Vereinigten Sekretariats der Vierten Internationale.
Beeinflusst von Marx, Trotzki, Walter Benjamin, Nietzsche und dem französischen Dichter Charles Péguy, arbeitete er hauptsächlich auf dem Gebiet der Philosophiegeschichte. Sein bekanntestes Werk, Les irréductibles, ist eine grundlegende und viel diskutierte Kritik des französischen Postmodernismus in seiner philosophischen und politischen Bedeutung.
Daniel Bensaïd war Professor der Philosophie an der Pariser Universität-VIII (Saint-Denis) und galt als eine der bedeutendsten kritischen Stimmen der französischen Linken.
1996 infizierte er sich mit HIV. Als Folge erkrankte er in seinen letzten Lebensmonaten an Krebs, dem er schließlich erlag.

## Werk
Sein erstes Buch, Mai 68, une répétition générale (Mai 68, eine Generalprobe), das er zusammen mit Henri Weber verfasste, erschien 1968 und befasste sich mit der Studentenbewegung von 1968. Die folgenden Schriften setzten sich meist mit aktuellen Entwicklungen der französischen Politik auseinander. Im Jahre 1989 veröffentlichte er zum 200. Jahrestag der Französischen Revolution  Moi, la Révolution. Danach folgten Bücher über Walter Benjamin (Walter Benjamin sentinelle messianique, 1990) und die Figur Jeanne d’Arc (Jeanne De Guerre Lasse, 1991).
1995 erschien sein wichtigstes theoretisches Werk, Marx l’intempestif (Der unzeitige Marx).

## Schriften (Auswahl)
- Mai 68, une répétition générale (Maspero, 1968, gemeinsam mit Henri Weber)
- Portugal, une Révolution en marche (Bourgois, 1975, gemeinsam mit Charles-André Udry und Michael Löwy)
- La Révolution et le pouvoir (Stock, 1976)
- L'Anti-Rocard, ou les haillions de l'utopie (La Brèche, 1979)
- Parti et stratégie (La Brèche, 1987)
- Mai si! 1968-1988, rebelles et repentis (La Brèche, 1988, gemeinsam mit Alain Krivine)
- Les années de formation de la IVème Internationale (IIRE, 1988)
- Moi, la Révolution (Gallimard, 1989)
- Walter Benjamin sentinelle messianique (Plon, 1990)
- La discordance des temps: essais sur les crises, les classes, l'histoire (Editions de la Passion, 1995)
- Marx l'intempestif: Grandeurs et misres d'une aventure critique (Fayard, 1996)
- Le pari melancolique (Fayard, 1997)
- Le Retour de la question sociale (Page 2, 1997, gemeinsam mit Christophe Aguiton)
- Leur gauche et la notre. Lionel, qu'as-tu fait de notre victoire? (Albin Michel, 1998)
- Qui est le juge? (Fayard, 1999)
- Contes et le gendes de la guerre ethique (Textuel, 1999)
- Eloge de la resistance e l'air du temps (Textuel, 1999)
- Le sourire du spectre (Michalon, 2000)
- Les irreductibles. (Textuel, 2001)
- Resistances. Essai de taupologie générale. (Fayard, 2001)
- Les Trotskysmes. (PUF, 2002)
- Une lente impatience. Un ordre d'idées 2004. (Stock, 2004) ISBN 2-234-05659-4
  - englisch: An Impatient Life. A Memoir. (Verso 2014) ISBN 978-1-78168-108-4
  - deutsch: Ein ungeduldiges Leben. Politische Autobiografie. (Laika Verlag 2016), ISBN 978-3-944233-58-1.

### Schriften in deutscher Übersetzung
- Dynamik der Klassenkämpfe und die Wahlen. In: GIM: Wohin treibt Portugal. Frankfurt am Main 1975, S. 18–28.
- Was ist Trotzkismus. Neuer ISP-Verlag, Karlsruhe 2004, ISBN 978-3-89900-108-2 (Download).
- Eine Welt zu verändern. Bewegungen und Strategien. Münster 2006, ISBN 3-89771-447-7
- Die Enteigneten. Laika, Hamburg 2012, ISBN 978-3-942281-22-5
- Walter Benjamin. Links des Möglichen. Laika, Hamburg 2012, ISBN 978-3-944233-18-5.
- Politik denken. Interviews. Laika, Hamburg 2015, ISBN 978-3-944233-19-2.
- Lob des Widerstands. Laika, Hamburg 2017, ISBN 978-3-944233-80-2.
- Der unzeitgemäße Marx. Glanz und Elend eines kritischen Abenteuers im 19. und 20. Jahrhundert, übersetzt von Elfriede Müller, Neuer ISP Verlag, Karlsruhe 2019. ISBN 978-3-89900-154-9.